# 심장형

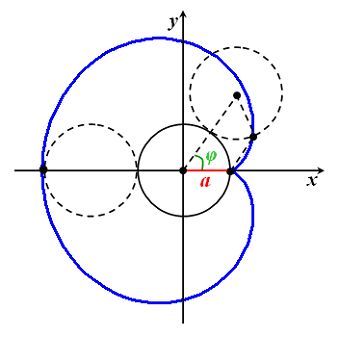
푸른색 곡선이 심장형이다.

심장형 또는 카디오이드(cardioid)는 기하학의 바깥굴렁쇠선의 한 종류이다. 심장형은 고정된 원을 따라서 도는 반지름이 같은 원 위의 한점의 자취로 나타낼 수 있다.
심장형은 달팽이꼴곡선의 특수한 모양이다. 곡선의 모양이 심장을 나타내는 기호(♥)와 닯았다고 해서 이러한 이름이 붙었다. 두 원의 반지름이 1:1일 시 나오는 에피사이클로이드의 일종이다.

## 식
심장형은 데카르트 좌표계에서 다음과 같이 나타낼 수 있다. 두 원의 교점이 (r,0)인 경우에는
{\displaystyle x(t)=2r\left(\cos t-{1 \over 2}\cos 2t\right),}
{\displaystyle y(t)=2r\left(\sin t-{1 \over 2}\sin 2t\right)}
로 나타낼 수 있다. 여기에서 r은 심장형을 그리기 위해 사용한 원의 반지름을 뜻한다.
같은 모양의 곡선을 극좌표계에서는 다음과 같이 나타낼 수 있다.
{\displaystyle \rho (\theta )=2r(1-\cos \theta ).\ }

## 같이 보기
- 리마송
- 델토이드 곡선
- 베르누이의 렘니스케이트
- 방향탐지기